# 竹内有一
竹内 有一（たけうち ゆういち、1967年(昭和42年) - ）は、日本近世芸能研究者。
長野県長野市生まれ。国立音楽大学大学院音楽研究科修士課程修了。同大学音楽研究所（近世邦楽研究部門）研究員、同大学やお茶の水女子大学等の非常勤講師を経て、2004年より現職 。
1986年より今藤政太郎（人間国宝）に長唄三味線の手ほどきを受け、1991年常磐津清若太夫に入門。1994年初舞台、1995年に常磐津若音太夫を名取る。1999年より歌舞伎本興行に出演。常磐津協会正会員、関西常磐津協会正会員。

## 略歴
- 一般社団法人 東洋音楽学会（1990年‐）
- 歌舞伎学会（1990年‐）
- 楽劇学会（1994年‐）
- 常磐津協会（1995年‐）
- 芸能史研究会（2004年‐）
- 第22回(財)清栄会奨励賞受賞（2009年‐）
- 一般社団法人 関西常磐津協会 （2011年‐）
- 京都市立芸術大学大学院 音楽研究科 教授（2018年‐）
- 京都市立芸術大学 日本伝統音楽研究センター教授（2018年‐）
- 京都市立芸術大学 理事（2018年‐）
- 文化庁 文化審議会文化財分科会委員（2019年‐）
- （公財）文楽協会 評議員（2020年‐）

## 著書
- （論文）「『両顔月姿絵』稽古本の初刊本―常磐津政太夫直伝本とその周辺―」『上野学園日本音楽資料室研究年報　日本音楽史研究』 2（1999年）
- （論文）「『老の戯言』の所収曲をめぐって」、『楽劇学』 7（2000年）
- （論文）「文化14年のピアノ奏図―日蘭交流の舞台裏―」、『国立音楽大学研究紀要』 36（2002年）

- （論文）「豊後三流の曲節譜（一）―研究の序説と資料―」、『日本伝統音楽研究』2（2005年）
- （論文）「初世文字太夫正本の刊行と曲節譜」、 『日本伝統音楽研究』3（2006年）

- （論文）「かっぽれ百態」、細川周平編『民謡からみた世界音楽―うたの地脈を探る―』、ミネルヴァ書房（2011年）

## 共編書
- （共著）『朝日　日本歴史人物事典』、朝日新聞社（1994年）
- （共著）『竹内道敬寄託文庫目録（その九）摺物などの部』、国立音楽大学附属図書館（1998年）
- （共著）『伝統芸能シリーズ日本舞踊曲集成 歌舞伎舞踊編』（別冊演劇界）、演劇出版社（2004年）
- （編著）『詞章本の世界―近世のうた本・浄瑠璃本の出版事情―』、京都市立芸術大学（2008年）
- （共著）『日本の伝統音楽を伝える価値―教育現場と日本音楽―』、京都市立芸術大学（2008年）
- （共著）『まるごと三味線の本』、青弓社（2009年）
- （共著）『最新歌舞伎大事典』、柏書房（2012年）
- （編著）『常磐津節演奏者名鑑 第1巻―近世1：創流期から幕末期までの太夫方―』、常磐津節保存会（文化庁助成事業）（2012年）
- （編著）『常磐津節演奏者名鑑 第2巻―近世2：創流期から幕末期までの三味線方―』、常磐津節保存会（文化庁助成事業）（2013年）
- （編著）『常磐津節演奏者名鑑 第3巻―近代1：幕末期から明治期まで―』、常磐津節保存会（文化庁助成事業）（2014年）
- （共著）「杵屋巳太郎師にきく―黒御簾音楽とその担い手―」、『日本伝統音楽研究』12（2015年）
- （編著）『常磐津節演奏者名鑑 第4巻―近代2：上流演奏者―』、常磐津節保存会（文化庁助成事業）（2015年）
- （編著）『常磐津節演奏者名鑑 第5巻―近代3：明治期から昭和期まで(上)―』、常磐津節保存会（文化庁助成事業）（2016年）
- （共著）『平成28年版 歌舞伎に携わる演奏家名鑑』、伝統歌舞伎保存会（2017年）
- （編著）『常磐津節演奏者名鑑 第6巻―近代4：明治期から昭和期まで(中)―』、常磐津節保存会（文化庁助成事業）（2017年）

## 研究発表・講演
- 常磐津節板木（旧坂川屋）レポート―現存板木よりよめること―（共同）（楽劇学会例会）（1996年）
- 長崎・出島の音楽歳時記（洋学史研究会大会「芸術のなかの日蘭交流史―美術・音楽・文学―」） （2002年）
- 日本の伝統音楽をたどる：近世邦楽と外来文化―唐人うた・木琴・オルゴール―（アスニーセミナー）（2009年）
- 花街の伝える芸能―三味線音楽の多様性―（アスニー京都学講座）（2010年）
- 常磐津節はおもしろい（京都和文華の会）（2010年）
- 邦楽・邦舞にみる復活・復曲（楽劇学会大会）（2010年）
- 長唄の美と魅力―表現を生み出す力―（日本伝統音楽研究センター第31回公開講座）（2011年）
- 長唄の形と道―立誠校で今藤政太郎客員教授にきく―（日本伝統音楽研究センター第46回公開講座）（2017年）

## その他
- 文化庁芸術祭執行委員会委員

- 文化庁国際芸術交流支援事業協力者会議審査委員会委員

- 文化庁文化財部伝統文化課　文化財を支える用具・原材料の確保に関する調査研究協力者会議調査員

- （社）東洋音楽学会理事